# Sudoite
La sudoite (simbolo IMA: Sud) è un minerale del gruppo della clorite appartenente alla famiglia minerale dei "silicati e germanati" con composizione chimica Mg2Al3(Si3Al)O10(OH)8.
Strutturalmente appartiene ai fillosilicati.

## Etimologia e storia
La sudoite è stata intitolata da W. von Engelhardt, G. Müller e H. Kromer in onore di Toshio Sudo (1911 - 2000), un professore di mineralogia dell'Università imperiale di Tokyo esperto di mineralogia dell'argilla e nei processi di formazione dei minerali argillosi, a cui è stato dedicato anche il nome di un altro minerale, la tosudite.

## Classificazione
Nella nona edizione della sistematica dei minerali di Strunz la sudoite è elencata nella classe "9. Silicati (germanati)" e da lì nella sottoclasse "9.E Fillosilicati"; questa è ulteriormente suddivisa in base alla struttura del minerale in modo tale che la sudoite possa essere trovata insieme a baileycloro, borocookeite, franklinfurnaceite, glagolevite, gonyerite, chamosite, clinocloro, cookeite, donbassite, nimite e pennantite, con le quali forma il sistema nº 9.EC.55.
Tale classificazione viene mantenuta anche nell'edizione successiva, proseguita dal database "mindat.org", chiamata anche Classificazione Strunz-mindat.
Anche la classificazione dei minerali secondo Dana, usata principalmente nel mondo anglosassone, elenca la sudoite nella classe dei "fillosilicati" e nel gruppo dei "fillosilicati: fogli di anelli a sei membri intercalati 1:1, 2:1 e ottaedri", dove forma il sistema nº 71.4.1 insieme a donbassite, cookeite, pennantite, clinocloro, nimite, baileycloro e chamosite.

## Abito cristallino
La sudoite cristallizza nel sistema monoclino nel gruppo spaziale C2/m (gruppo nº 12) con i parametri reticolari a = 5,237(3) Å, b = 9,070(5) Å, c = 14,285(13) Å e β = 97,02(5)° oltre a 2 unità di formula per cella unitaria.

## Origine e giacitura
La sudoite si trova in varie conformazioni a seconda del luogo di ritrovamento: in minerali di ematite di origine idrotermale (Negaunee, Michigan, USA); nei minerali autigenici in arenarie eolianiche (Kesselberg, Germania) o in associazioni metamorfiche di basso grado (Ottrée, Belgio). La si può trovare associata a ematite (per campioni trovati a Negaunee); a quarzo, carpholite, granato ricco di manganese ed ematite (Biesenrode, Germany); a pirofillite, diasporo, mica e böhmite (per campioni rinvenuti nella prefettura di Hyōgo, Giappone).
La sudoite in Italia è stata trovata a Valfurva (Lombardia), sul monte Argentario e a Vagli Sotto (Toscana).
Molti altri siti sono sparsi per il mondo; per citarne solo alcuni: nelle provincie di Hainaut, di Liegi e di Namur (Belgio); a Thio e Castres (Francia); a Schwarzwald-Baar-Kreis, Ellrich e Harztor (Germania); a Kosaka, Ibara, Bizen e Ōdate (Giappone); nella municipalità locale di Matjhabeng (Sud Africa); nelle contee di Marquette e di Westchester (Stati Uniti).